# Джон Бердон Сандерсон Голдейн
Джон Бердон Са́ндерсон Го́лдейн (англ. John Burdon Sanderson Haldane; 5 листопада, 1892, Оксфорд — 1 грудня, 1964, Бхубанешвар, Індія) — англійський біолог, член Лондонського королівського товариства (з 1932). Член комуністичної партії Великої Британії з 1942 року. З 1933 року був професором Лондонського університету. У 1942 році Академія наук СРСР вибрала Голдейна своїм почесним членом. Джон Голдейн обґрунтував теорію родинного добору.

## Біографія
Народився в сім'ї фізіолога й викладача Оксфордського університету Джона Скотта Голдейна. Навчався в Оксфордському університеті, який закінчив 1914 року. У 1914—1918 роках служив в армії під час Першої світової війни.
У 1923—1933 роках Голдейн викладав у Оксфордському університеті. Паралельно з 1927 до 1932 року працював в Інституті садових культур в Мертоні, а в 1930—1932 роках мав посаду Фуллерівського професора фізіології в Королівському інституті. 
У 1933—1957 роках був професором Лондонського університету. 1957 року Голдейн переїхав до Індії, де спочатку працював професором Індійського статистичного інституту в Калькутті, а з 1962 року й до кінця життя керував Лабораторією генетики й біометрії в Бхубанешварі.
За заповітом тіло Голдейна було передано для медичних та дослідницьких цілей до Медичного коледжу Рангарая в Какінаді.

## Науковий внесок
Голдейна вважають одним із засновників синтетичної теорії еволюції та популяційної генетики, разом зі Сьюеллом Райтом та Рональдом Фішером. Його праці присвячені математичному аналізу ролі природного добору в популяціях. Також він вивчав частоту виникнення мутацій у людини та складав генетичні мапи хромосом. 1937 року ввів поняття «генетичного вантажу». Також Голдейн досліджував фізіологію людини в умовах екстремальних навантажень.
Голдейн цікавився проблемою виникнення життя, а його праця 1929 року вважається однією з головних у період між Першою та Другою світовою війнами.